# Mompha
Mompha är ett släkte av fjärilar som beskrevs av Jacob Hübner 1825. Mompha ingår i familjen brokmalar, Momphidae. Enligt Catalogue of Life omfattar släktet Mompha 116 arter.

## Dottertaxa tillMompha, i alfabetisk ordning[2][1]
|  | Mompha africanella      |  |                                      |  |
|  | Mompha agonistes        |  |                                      |  |
|  | Mompha albapalpella     |  |                                      |  |
|  | Mompha albicornella     |  |                                      |  |
|  | Mompha albidorsella     |  |                                      |  |
|  | Mompha albocapitella    |  |                                      |  |
|  | Mompha amorphella       |  |                                      |  |
|  | Mompha annulata         |  |                                      |  |
|  | Mompha antibathra       |  |                                      |  |
|  | Mompha argentimaculella |  |                                      |  |
|  | Mompha battis           |  |                                      |  |
|  | Mompha bifasciella      |  |                                      |  |
|  | Mompha bottimeri        |  |                                      |  |
|  | Mompha bradleyi         |  |                                      |  |
|  | Mompha brevivittella    |  |                                      |  |
|  | Mompha busckiella       |  |                                      |  |
|  | Mompha calcarata        |  |                                      |  |
|  | Mompha capella          |  |                                      |  |
|  | Mompha catapasta        |  |                                      |  |
|  | Mompha cephalanthiella  |  |                                      |  |
|  | Mompha circitor         |  |                                      |  |
|  | Mompha circumscriptella |  |                                      |  |
|  | Mompha citeriella       |  |                                      |  |
|  | Mompha claudiella       |  |                                      |  |
|  | Mompha coloradella      |  |                                      |  |
|  | Mompha communis         |  |                                      |  |
|  | Mompha complexa         |  |                                      |  |
|  | Mompha concolorella     |  |                                      |  |
|  | Mompha constellaris     |  |                                      |  |
|  | Mompha conturbatella    |  | Svart mjölkebrokmal                  |  |
|  | Mompha conviva          |  |                                      |  |
|  | Mompha crassinodis      |  |                                      |  |
|  | Mompha cyclocosma       |  |                                      |  |
|  | Mompha deceptella       |  |                                      |  |
|  | Mompha decorella        |  | (synonym till Mompha divisella)      |  |
|  | Mompha definitella      |  |                                      |  |
|  | Mompha detracta         |  |                                      |  |
|  | Mompha difficilis       |  |                                      |  |
|  | Mompha divisella        |  | Galldunörtsbrokmal                   |  |
|  | Mompha edax             |  |                                      |  |
|  | Mompha edithella        |  |                                      |  |
|  | Mompha elegans          |  |                                      |  |
|  | Mompha eloisella        |  |                                      |  |
|  | Mompha engelella        |  |                                      |  |
|  | Mompha epilobiella      |  | Vinterbrokmal                        |  |
|  | Mompha eremos           |  |                                      |  |
|  | Mompha exodias          |  |                                      |  |
|  | Mompha exsultans        |  |                                      |  |
|  | Mompha falcata          |  |                                      |  |
|  | Mompha farinacea        |  |                                      |  |
|  | Mompha felisae          |  |                                      |  |
|  | Mompha ferax            |  |                                      |  |
|  | Mompha festivella       |  |                                      |  |
|  | Mompha floridensis      |  |                                      |  |
|  | Mompha fulvescens       |  | (synonym till Mompha epilobiella)    |  |
|  | Mompha gelechiformis    |  |                                      |  |
|  | Mompha glaucella        |  |                                      |  |
|  | Mompha grandis          |  |                                      |  |
|  | Mompha grandisella      |  |                                      |  |
|  | Mompha heterolychna     |  |                                      |  |
|  | Mompha idaei            |  | Större mjölkebrokmal                 |  |
|  | Mompha ignobilisella    |  |                                      |  |
|  | Mompha isocrita         |  |                                      |  |
|  | Mompha iurassicella     |  |                                      |  |
|  | Mompha lacteella        |  | Gråryggsbrokmal                      |  |
|  | Mompha laevinella       |  |                                      |  |
|  | Mompha langiella        |  | Punktbrokmal                         |  |
|  | Mompha lassula          |  |                                      |  |
|  | Mompha latris           |  |                                      |  |
|  | Mompha leucochrysis     |  |                                      |  |
|  | Mompha locupletella     |  | Rödgul brokmal                       |  |
|  | Mompha luciferella      |  |                                      |  |
|  | Mompha ludwigiae        |  |                                      |  |
|  | Mompha lychnopis        |  |                                      |  |
|  | Mompha maniola          |  |                                      |  |
|  | Mompha metallifera      |  |                                      |  |
|  | Mompha millotella       |  |                                      |  |
|  | Mompha minimella        |  |                                      |  |
|  | Mompha miscella         |  | Solvändebrokmal                      |  |
|  | Mompha musota           |  |                                      |  |
|  | Mompha nigrella         |  |                                      |  |
|  | Mompha nodicolella      |  | (synonym till Mompha sturnipennella) |  |
|  | Mompha nuptialis        |  |                                      |  |
|  | Mompha obsessa          |  |                                      |  |
|  | Mompha ochraceella      |  | Gul dunörtsbrokmal                   |  |
|  | Mompha ochrosemia       |  |                                      |  |
|  | Mompha orfilai          |  |                                      |  |
|  | Mompha parilis          |  |                                      |  |
|  | Mompha particornella    |  |                                      |  |
|  | Mompha passerella       |  |                                      |  |
|  | Mompha pecosella        |  |                                      |  |
|  | Mompha permota          |  |                                      |  |
|  | Mompha pernota          |  |                                      |  |
|  | Mompha phalaropis       |  |                                      |  |
|  | Mompha propinquella     |  | Vitryggsbrokmal                      |  |
|  | Mompha purpurescens     |  |                                      |  |
|  | Mompha purpuriella      |  |                                      |  |
|  | Mompha pygmaeella       |  |                                      |  |
|  | Mompha quaggella        |  |                                      |  |
|  | Mompha raschkiella      |  | Rödfläckig brokmal                   |  |
|  | Mompha ricina           |  |                                      |  |
|  | Mompha rufocristatella  |  |                                      |  |
|  | Mompha sapporensis      |  |                                      |  |
|  | Mompha sectifera        |  |                                      |  |
|  | Mompha selectiformis    |  |                                      |  |
|  | Mompha sexstrigella     |  | Nordlig brokmal                      |  |
|  | Mompha stellella        |  |                                      |  |
|  | Mompha sturnipennella   |  | Gallmjölkebrokmal                    |  |
|  | Mompha subbistrigella   |  | Bergdunörtsbrokmal                   |  |
|  | Mompha subdivisella     |  |                                      |  |
|  | Mompha subiridescens    |  |                                      |  |
|  | Mompha sympatrica       |  |                                      |  |
|  | Mompha sympotica        |  |                                      |  |
|  | Mompha terminella       |  | Häxörtsbrokmal                       |  |
|  | Mompha tetrazonella     |  |                                      |  |
|  | Mompha tricristatella   |  |                                      |  |
|  | Mompha trithalama       |  |                                      |  |
|  | Mompha trochiloides     |  |                                      |  |
|  | Mompha verruculella     |  |                                      |  |

## Bildgalleri

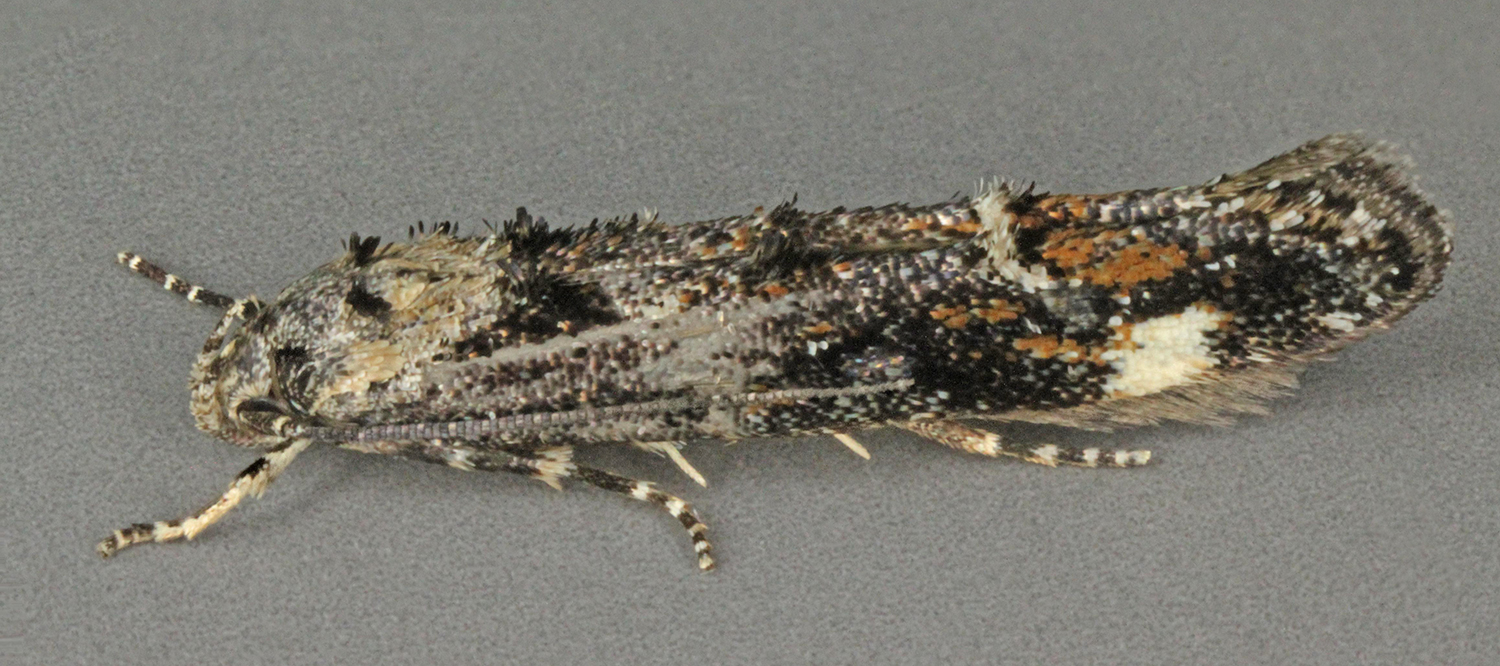
Svart mjölkebrokmal Mompha conturbatella
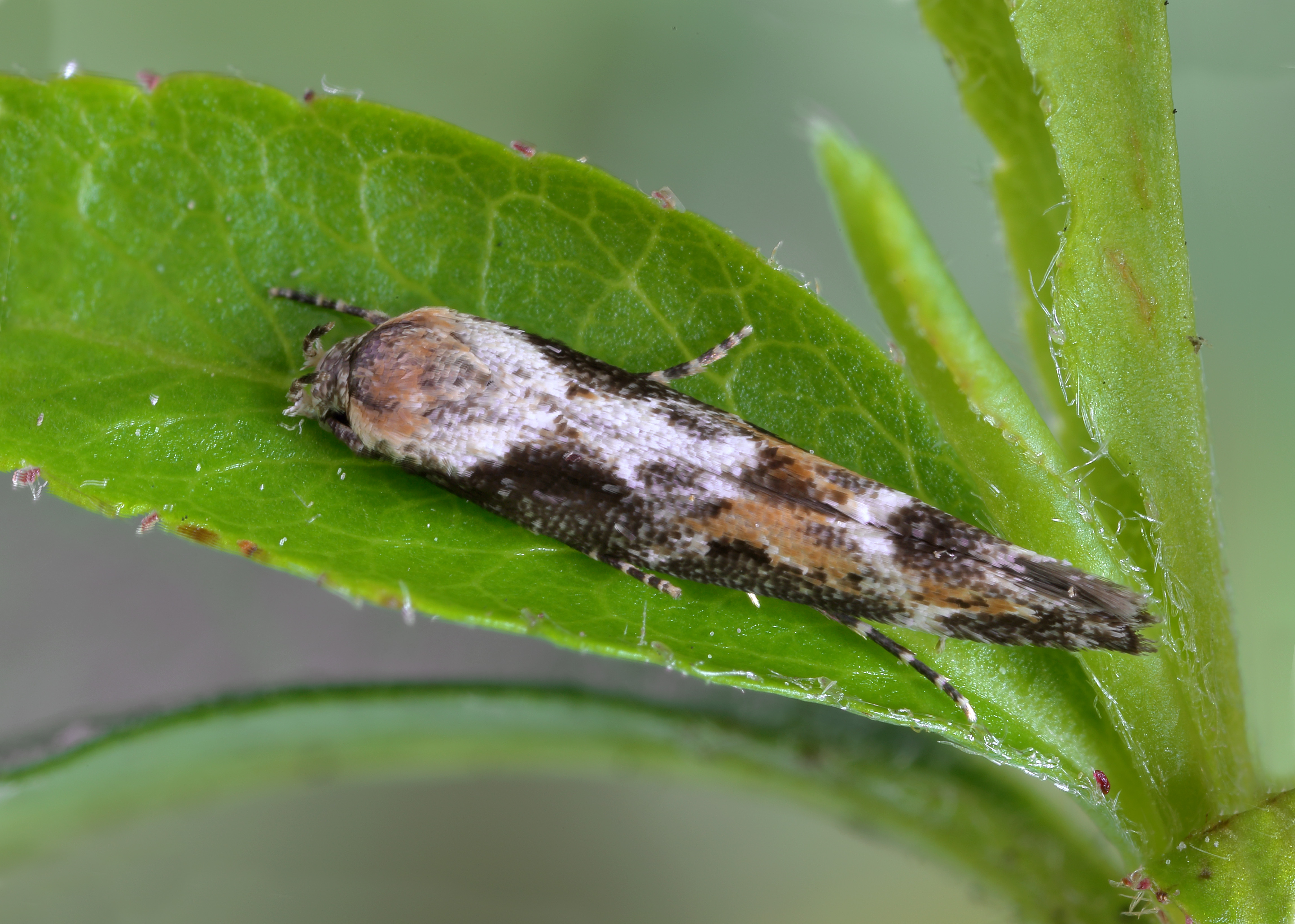
Galldunörtsbrokmal Mompha divisella
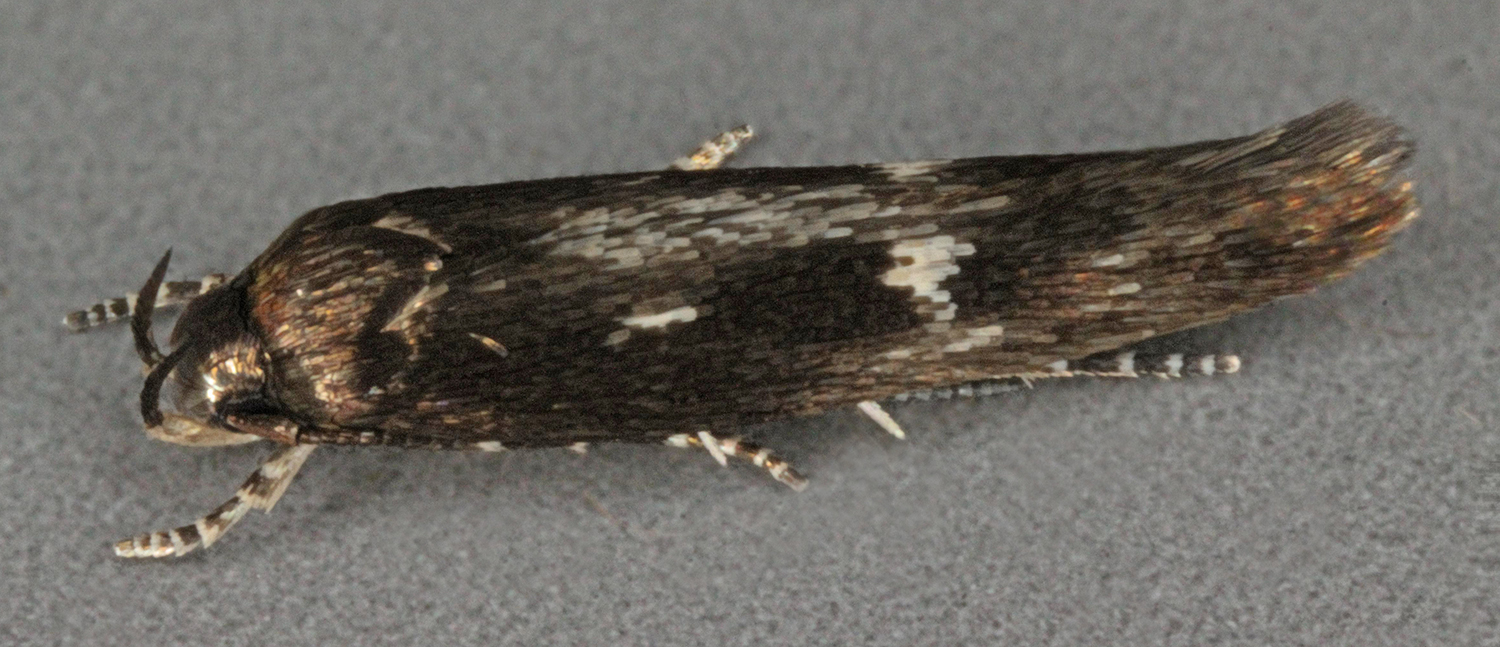
Punktbrokmal Mompha langiella
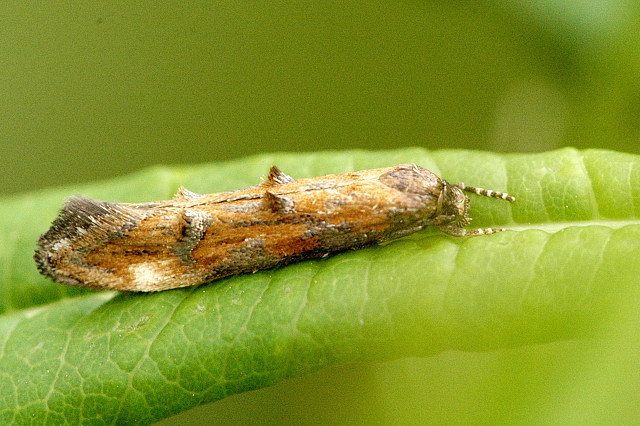
Större mjölkebrokmal Mompha idaei
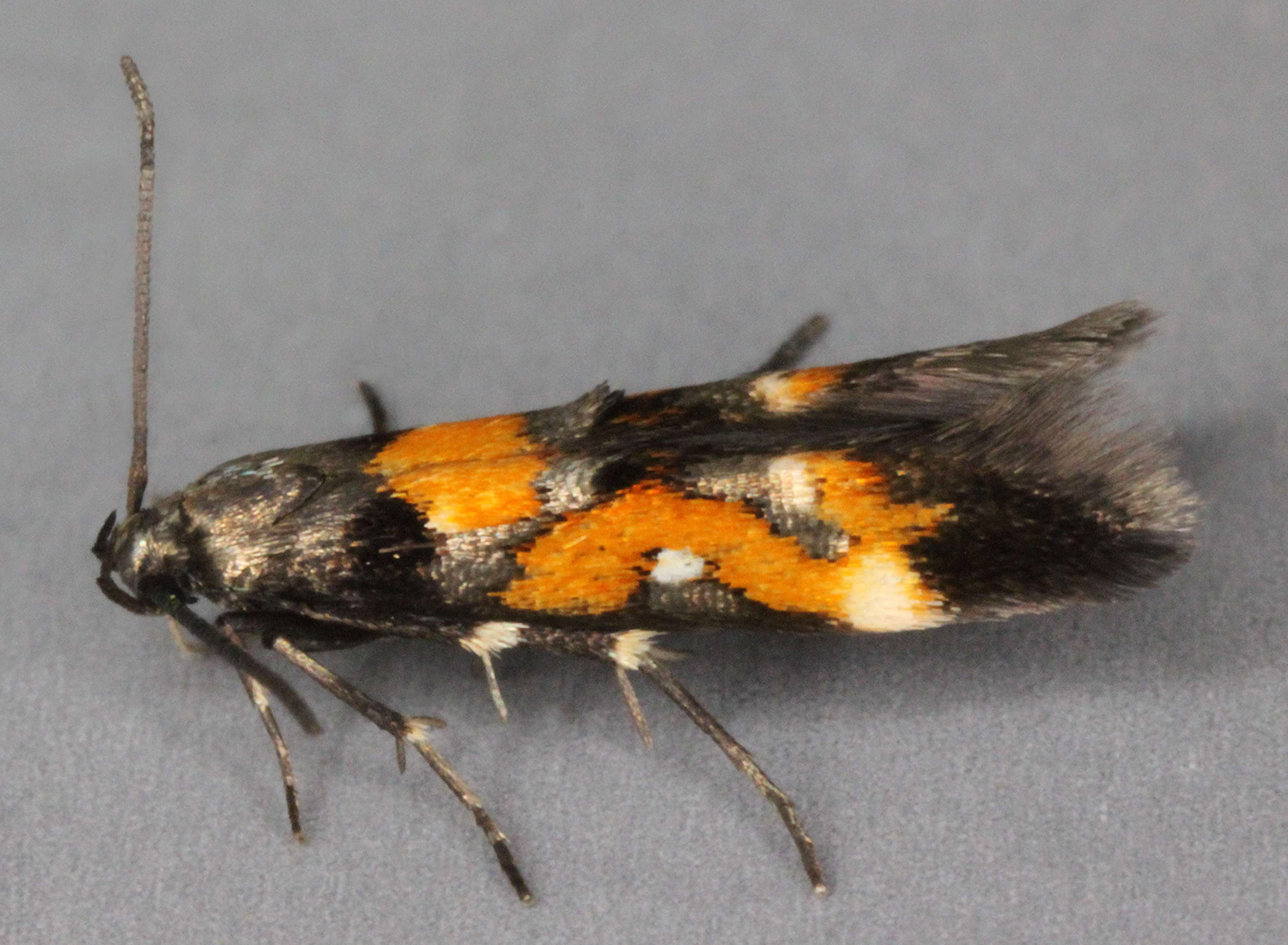
Rödgul brokmal Mompha locupletella
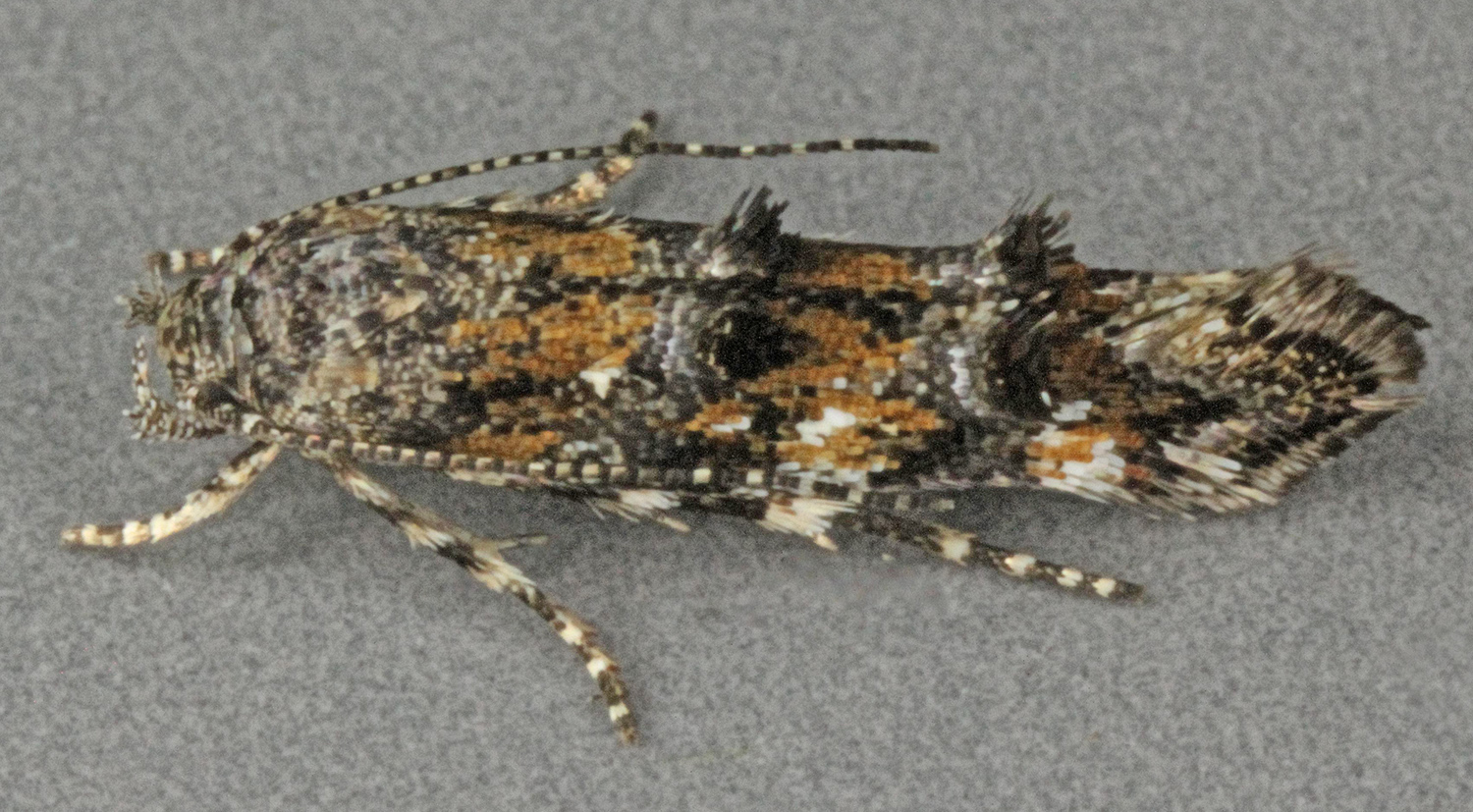
Solvändebrokmal Mompha miscella
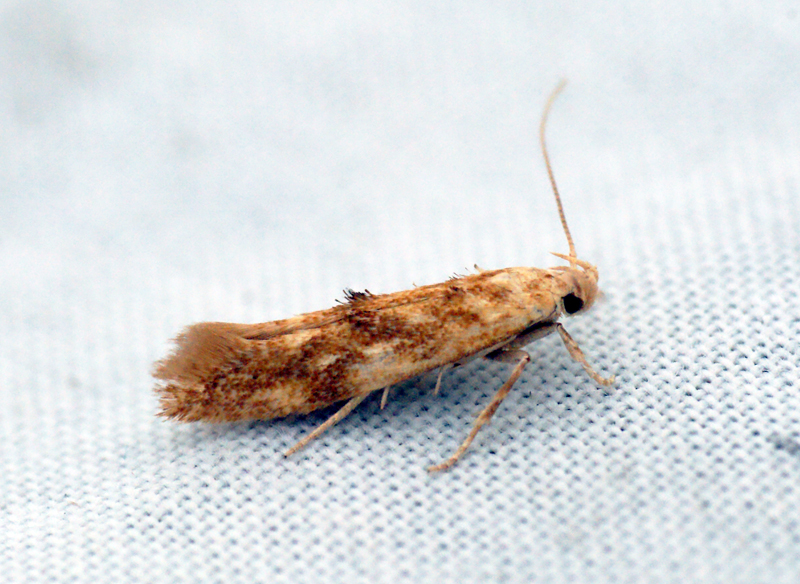
Gul dunörtsbrokmal Mompha ochraceella
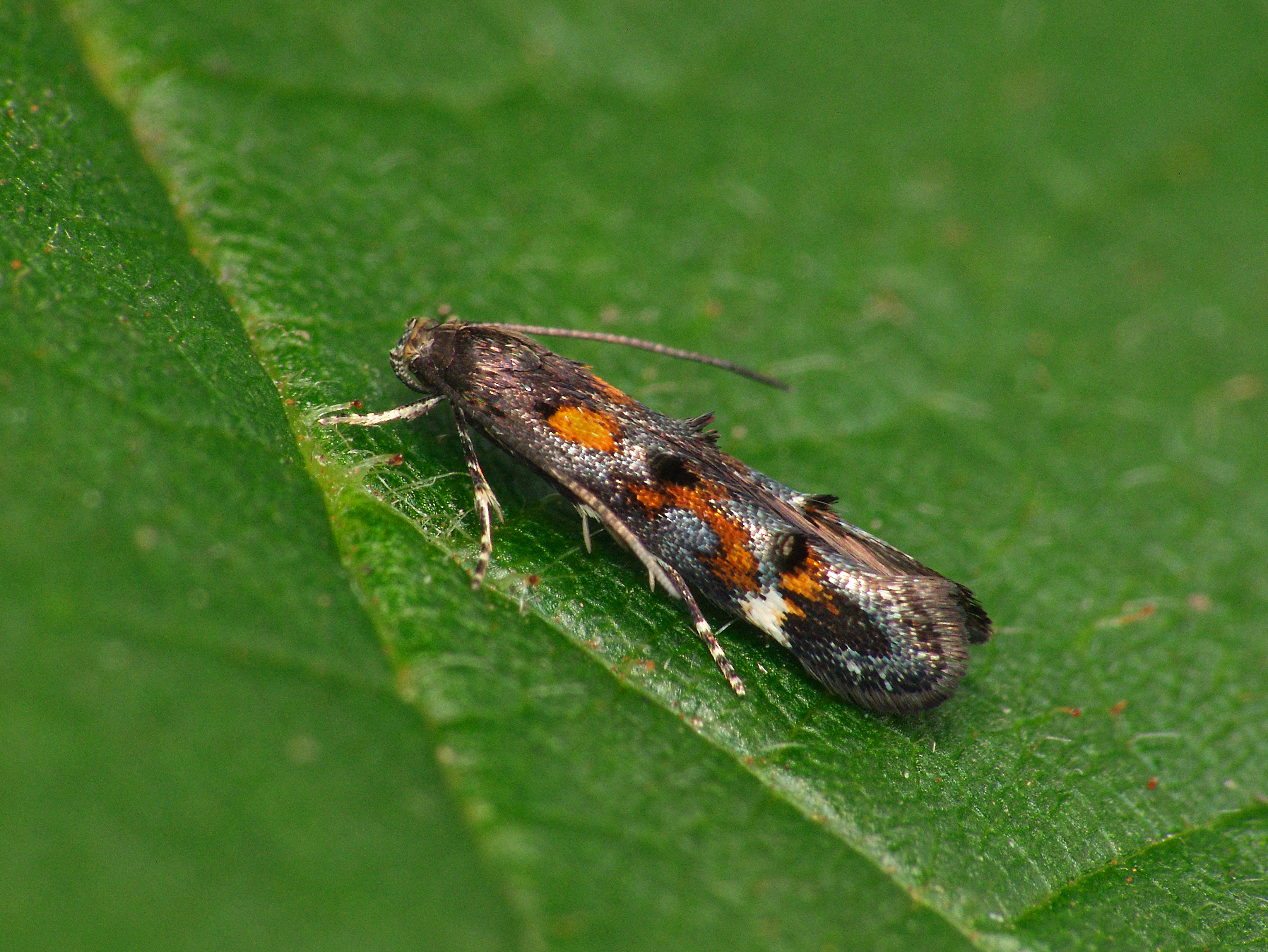
Rödfläckig brokmal Mompha raschkiella
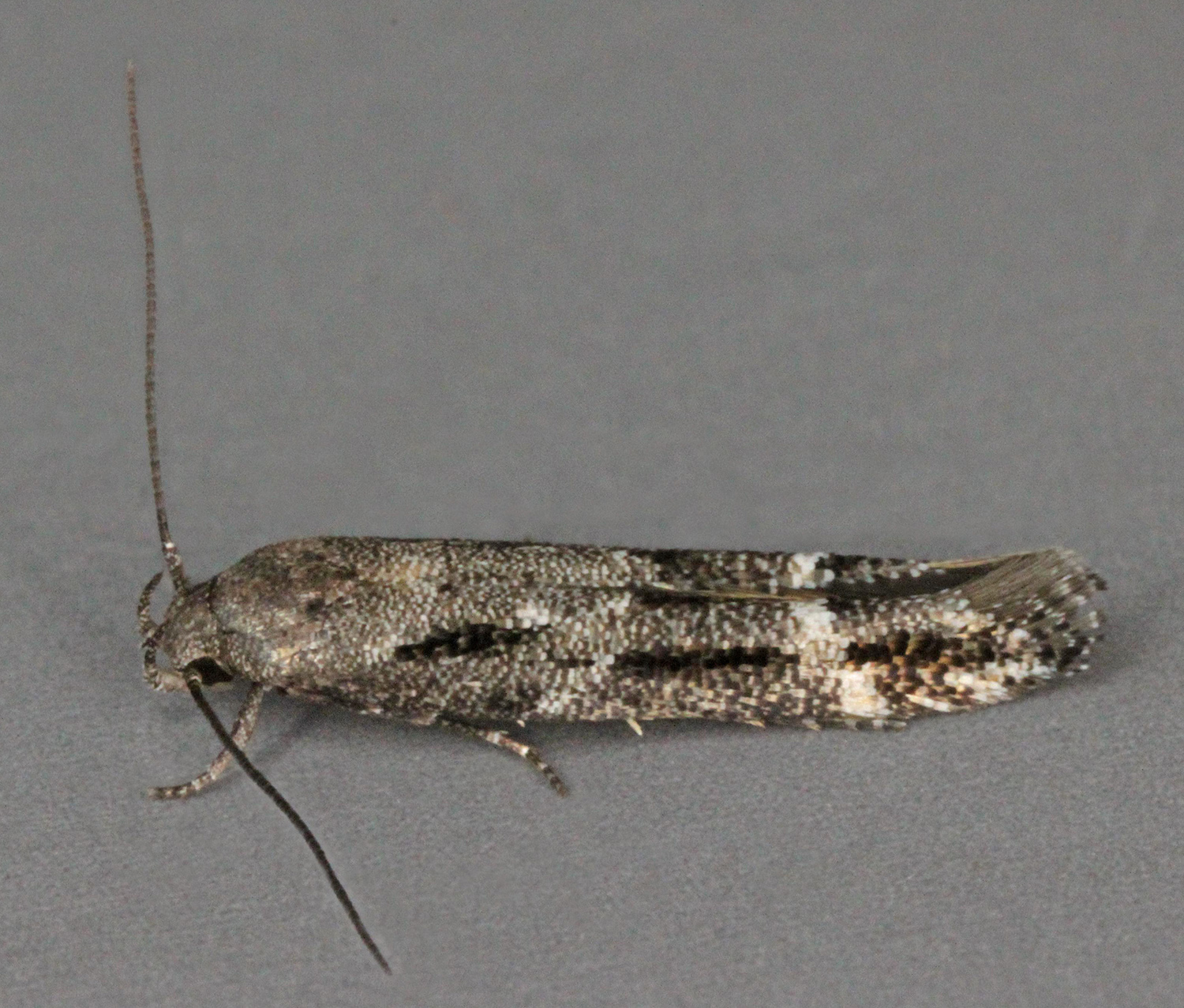
Gallmjölkebrokmal Mompha sturnipennella
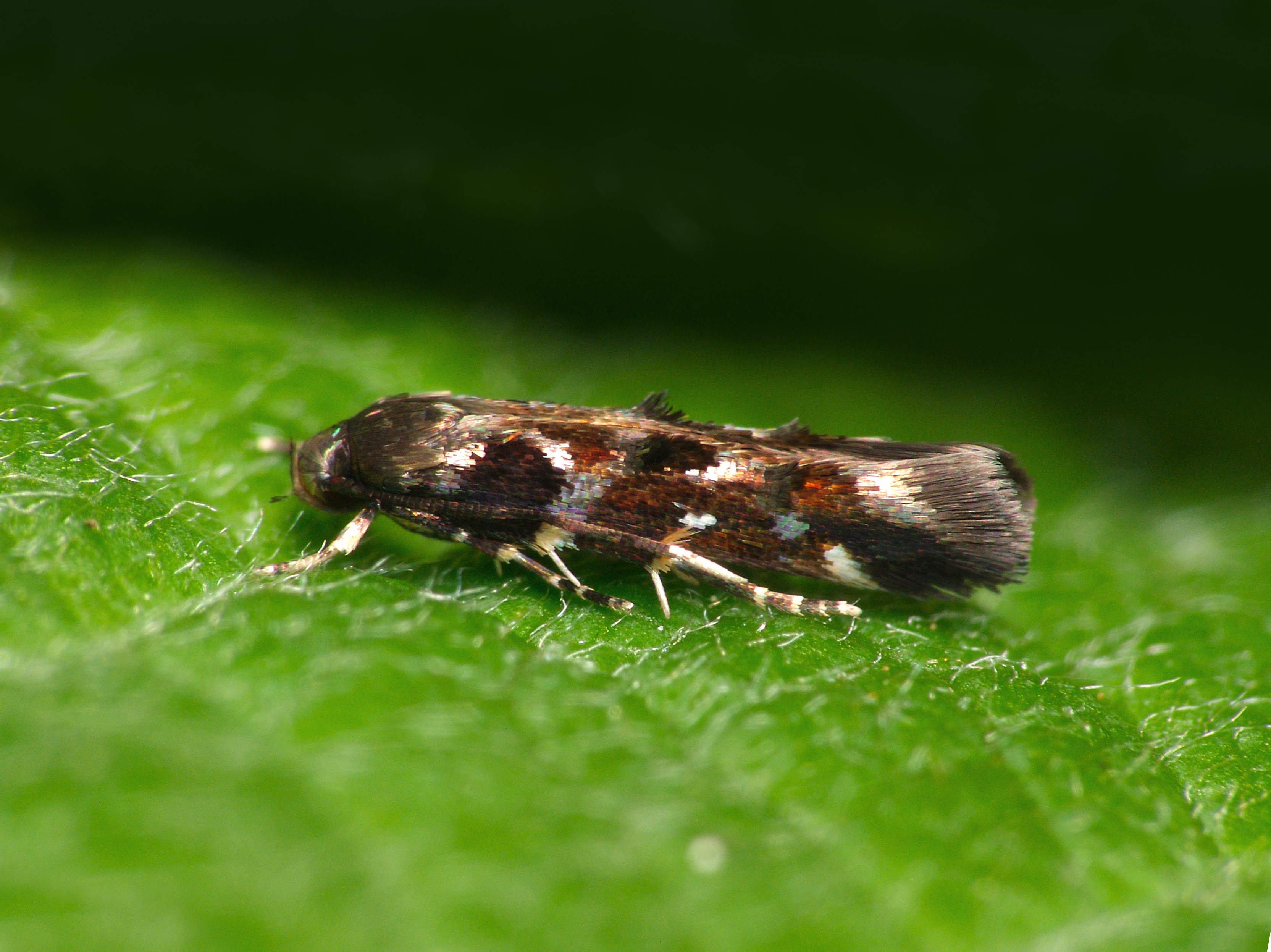
Häxörtsbrokmal Mompha terminella